# Albano Carrisi
Albano Carrisi (an-ba-nô ca-ri-xi) là ca sĩ người Ý, thường được gọi bằng nghệ danh là Al Bano (an ba-nô) nổi tiếng vì đã giành được 26 đĩa vàng và 8 đĩa bạch kim, giọng hát rất được ưa chuộng ở nhiều nước châu Âu, Mỹ Latinh và Liên Xô nhất là trong khoảng những năm 1970 - 2000.

## Tiểu sử và sự nghiệp
Albano Carrisi sinh ra tại thị trấn Cellino San Marco (tỉnh Brindisi, Apulia nam Italia). Hiện nay ông vẫn sống tại đây.
Mẹ ông đặt tên ông là Albano vì khi ông sinh ra, cha ông đang chiến đấu tại Albania trong quân đội hoàng gia Ý thời Thế chiến II.
Năm 1966, ông biểu diễn buổi đầu tiên với tư cách ca sĩ tại Festival delle Rose và trên truyền hình.
Năm 1968, ông giành giải Disco per l'Estate, giải thưởng Âm nhạc Italia với bài "Pensando a te". Ông lập kỷ lục thời kỳ đó với những bài hát thành công như "La siepe" và "Nel sole".
Không lâu sau đó, ông bắt đầu hợp tác với Romina Power (con gái diễn viên người Mỹ Tyrone Power) trong hoạt động âm nhạc và hai người kết hôn năm 1970.
Sau khi kết hôn, họ lập kỷ lục với album Storia di due innamorati. Hai người trở thành cặp song ca nổi tiếng thường gọi là Al Bano và Romina, gắn bó suốt bên nhau trong gần 30 năm. Nhạc phẩm của hai vợ chồng ông đặc biệt phổ biến tại Italia và Đức.
Vợ chồng ông cho ra bài hát Dialogo năm 1975 và giảnh giải trong cuộc thi ca nhạc Eurovision 1976 với bài hát "Io lo rivivrei" (bản tiếng Anh: We'll Live It All Again). Họ biểu diễn bài "Sharazan" (Hoa tình ca) năm 1981 và năm sau tham gia Festival Âm nhạc Sanremo với bài "Felicità" (Hạnh phúc) và giành giải nhì.
Bài hát mà vợ chồng ông giành giải thưởng đầu tiên là "Ci sarà" vào năm 1984 và sau đó lại tham gia cuộc thi ca nhạc Eurovision 1985 với bài Magic Oh Magic. Cả hai lần dự giải này họ đều đứng thứ 7. Những bài hát thành công khác năm 1987 có "Nostalgia canaglia" (giành giải 3 tại Festival di Sanremo) và "Libertà" (Tự do). Bài hát thành công sau đó là "Cara Terra mia", lại giành giải 3 tại Liên hoan âm nhạc Sanremo. Album Oggi sposi được phát hành năm 1991.
Al Bano trở lại nghiệp hát đơn ca năm 1996 với bài È la mia vita rồi sau đó là bài Verso il sole năm 1997 rồi Ancora in volo năm 1999. Cũng vào năm 1999 này, vợ chồng ông ly dị nhau. Năm 2000, ông quay trở lại sân khấu Eurovision, viết nhạc bài La vita cos'e cho ca sĩ Jane Bogaert của Thuỵ Sĩ (cuộc thi tổ chức tại Ý). Bài hát này giành vị trí thứ 20 trên tổng số 24 người tham dự.
Năm 2005, ông biểu diễn trên truyền hình Italia bài L'isola dei Famosi (bản tiếng Ý của bài Celebrity Survivor) cùng con gái Romina Carrisi. Al Bano trở lại Hội diễn âm nhạc Sanremo năm 2007 với bài hát giành giải nhì Nel Perdono.
Mùa hè năm 2013, Al Bano và Romina Power tái hợp nhưng chỉ trên phương diện nghề nghiệp một lần cuối, cho một buổi hòa nhạc tại Moskva.
Al Bano vẫn tiếp tục biểu diễn trên khắp thế giới. Ông là một trong những gương mặt quen thuộc trên truyền hình Italia với số người hâm mộ rất lớn, luôn quan tâm tới sự nghiệp của ông.

## Với Opera
Albano có niềm đam mê opera rất lớn. Ông đã phát hành vài album opera với giọng nam cao mà ông cũng từng hát trong những bài hát nhạc pop với Romina Power. Album hát đơn ca nổi tiếng nhất của ông ra đời năm 1997 gọi là Concerto Classico. Album này trở thành đĩa đôi bạch kim sau một thời gian ngắn.
Một số trong các bài hát trong album này rất nổi tiếng tại Italia như Una Furtiva Lagrima, Va Pensiero, La Nostra Serenata, E Lucevan Le Stelle và Ave Maria. Ông còn diễn nhiều bài thể loại opera nổi tiếng khác như Nessun Dorma, O Sole Mio, Torna a Sorriento, O' Marinarello, Addio Alla Madre, Core 'Ngrato, O Paese D'o Sole, Marechiare và La Donna E' Mobile. Ông cũng từng biểu diễn với Luciano Pavarotti và hai ca sĩ giọng nam cao khác là Plácido Domingo và Jose Carreras.

## Đời tư

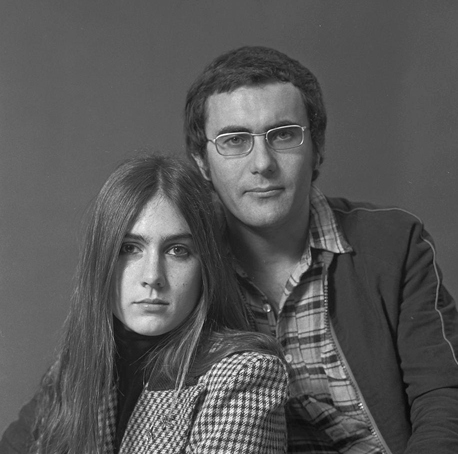
Cặp đôi Albano và Romina, năm 1976

Ngày 26 tháng 7 năm 1970, Al Bano kết hôn với Romina Power (con gái diễn viên người Mỹ Tyrone Power). Romina là người bắt đầu chung tay trong sự nghiệp với ông và đã cùng đứng trên sân khấu bên cạnh ông trong khoảng 30 năm.
Đến năm 1999, hai vợ chồng ông đã ly hôn. Họ đã có một con trai, là Yari (1973), và ba con gái: Ylenia Maria (sinh 1970, mất tích ở New Orleans năm 1994), Cristel Chiara (sinh 1985, đóng vai chính trong chương trình truyền hình thực tế La Fattoria, phiên bản tiếng Ý của The Farm) và Romina Iolanda (1987). 
Ông cũng có một con gái và một con trai với người bạn gái là người mẫu Loredana Lecciso, đó là Jasmine Caterina (sinh 2001) và Albano Giovanni (sinh 2002).
Al Bano được giáo hoàng John Paul II mời biểu diễn vài lần tại Vatican trước hàng trăm nghìn người trên toàn thế giới tới thăm Vatican.
Vào mùa hè năm 2013, Al Bano và Romina Power tái hợp chỉ trong biểu diễn nghệ thuật và lần cuối cùng trong một buổi biểu diễn hòa nhạc ở Moscow. Sau đó, họ biểu diễn với tư cách khách mời tại Lễ hội Sanremo 2015. Họ cũng đã biểu diễn cùng nhau tại Thành phố Atlantic, Hoa Kỳ, vào tháng 4 năm 2015, và tiếp theo đó, tại Los Angeles.

## Thông tin thêm
- Bài hát Sharazan và Felicità của Al Bano và Romina Power chiếm ngôi đầu tại Đức năm 1982. Lời tiếng Đức của bài Felicità được Conny và Jean trình diễn.
- Ông đã kiện Michael Jackson "đạo nhạc" vào năm 1992 trong vụ liên quan tới bài hát "Will You Be There" giống với bài "I cigni di Balaka" của ông. Toà án Italia tuyên bố rằng hai bài hát rất giống nhau (có tới 37 nốt nhạc giống nhau) và đều phỏng theo từ một bài dân ca Ấn Độ. Vụ kiện kết thúc năm 1999 và Al Bano là người thua kiện.
- Bài hát "Fragile" được ca sĩ Hy Lạp Vicky Leandros lập kỷ lục năm 1983.